# Welsh Dragon
Welsh Dragon (walisisk: y Ddraig Goch, der betyder 'den røde drage') eller den walisiske drage er et heraldisk symbol, der optræder på Wales' flag.
Den ældste brug af en drage til at symbolisere Wales findes i Historia Brittonum, der er skrevet omkring år 829, men man antager at har været et populært symbol inden da, og at det har været brugt på kong Arthurs krigsflag og og andre af oldtidens keltiske ledere. Dets association med disse ledere, samt fund fr aarkæologi, litteratur og dokumenteret historie har ledt mange til at det er er en videreudvikling af et tidligere romersk-britisk symbol.
Under Tudordynastiet (der oprindeligt var af walisisk oprindelse) blev den røde drage brugt som en skjoldholder i den engelske krones våbenskjold.
Den røde drage ses ofte som et symbol på walisiske ting, og den bliver brugt af mange private og offentlige institutioner. Disse inkluderer den walisiske regering, den walisiske nationalforsamling Senedd, Visit Wales, adskillige lokale myndigheder inklusive Blaenau Gwent, Cardiff, Carmarthenshire, Rhondda Cynon Taf og Swansea, og sportsorganisationer som Football Association of Wales, Wrexham A.F.C., Newport Gwent Dragons og London Welsh RFC, mens "Dragens tunge" (Tafod y Ddraig) er symbol for Welsh Language Society. Welsh Dragon er også en af The Queen's Beasts.